# 276
| [ Edytuj tabelę ] |                                                    |
| Król Aksum        | - 270 Endubis 300                                  |
| Cesarz Chin       | - 265 Sima Yan 290                                 |
| Władca Korei      | - 270 Sŏch’ŏn 292                                  |
| Papież            | - 275 Eutychian 283                                |
| Król Persji       | - 273 Bahram I 276 - 276 Bahram II 293             |
| Cesarz Rzymu      | - 275 Tacyt 276 - 276 Probus 282 - 276 Florian 276 |

Rok 276 / CCLXXVI
stulecia: II wiek ~
III wiek ~
IV wiek

lata: 266 «
271 «
272 «
273 «
274 «
275 «
276
» 277
» 278
» 279
» 280
» 281
» 286

## Wydarzenia
Cesarstwo rzymskie
- Cesarz Tacyt zmarł wskutek choroby lub też padł ofiarą zamachu.
- Florian został obwołany cesarzem przez rzymski senat.
- Nasiliły się inwazje na wszystkich granicach Cesarstwa.
- Probus został cesarzem rzymskim; przywrócił dyscyplinę w armii.

## Zmarli
- Florian, cesarz rzymski.
- Mani, perski reformator religijny, twórca manicheizmu (ur. 216).
- Tacyt, cesarz rzymski (ur. ≈200).